# FC Bayern München (kézilabda)
Az FC Bayern München sportegyesületének a kézilabda osztálya 1945-ben alapult meg.

## Történelem
Az egyesület kézilabda osztálya 1945-ben alapult meg a Turnerschaft Jahn München segítségével. Az alapításban jelentő szerepet vállalt Otto Würth, Erwin Kienzl és Rudolf Vincenc. Az 1945 augusztusában tartott első gyűlésen a sportosztály elnökének Erwin Kienzlt választották meg. Edzésre az első alkalmak München Bogenhausen kerületében a Zaubzer úti sportpályán adódtak.
A kézilabda osztálynak hamar nagy nézettsége lett. 1946-ban már 50 tagot számlált az osztály. A tagok három férfi csapatot és egy junior csapatot alakítottak. Az első férfi csapat a dél-bajor bajnokság felső részében játszott. A csapatba igazolt a német válogatott Markus Bernhard. Az 1950-es évek elején a sikerek utjára lépett a férfi csapat: 1953-ban és 1955-ben bajor bajnokságot, 1955-ben a német bajnokságot nyerik meg.
Később megalakult a kézilabda osztály női részlege. A női csapat 1974-ben és 1975-ben megnyerte a dél-német bajnokságot. Az 1975-ben alapított német női kézilabda-bajnokság első osztályának egyik alapító tagja volt. 1975 és 1981 között szerepeltek az első osztályban. Legnagyobb sikerük az 1977-1978-as szezonban elért 4. hely volt. Ekkor került a kézilabda osztály elnöki posztjába Kurt Lederer.
A 2014–2015-ös szezonban a női és férfi csapat egyaránt a Bezirksoberliga Oberbayernben (6. osztály) játszik.

## Eredmények

### Férfiak
- Német bajnokság
  - Ötödik hely (1): 1955

- Bajor bajnokság
  - Bajnok (2): 1953, 1955

### Nők
- Dél-Német bajnokság
  - Bajnok (2): 1974, 1975

- Bundesliga
  - Negyedik hely (1): 1978

## Jelentős játékosok
- Markus Bernhard
- Vanadis Putzke
- Irene Kühne
- Monika Asam
- Heidi Wegener